# Брюшная аорта
Брюшна́я ао́рта (также абдоминальная аорта, лат. aorta abdominalis) — самая большая артерия брюшной полости. 

## Топография
Брюшная аорта (БА) — часть нисходящей аорты ниже от места её пересечения с диафрагмой. Пересечение происходит через аортальное отверстие в задней части диафрагмы, на уровне позвонка Т12. Брюшная аорта спускается по задней стенке брюшной полости перед позвоночником. Таким образом, она повторяет кривизну поясничных позвонков, то есть выпуклость вперёд. Пик этой выпуклости находится на уровне третьего поясничного позвонка (L3). БА проходит параллельно нижней полой вене, которая расположена справа от брюшной аорты. Длина БА составляет примерно 13 см. Средний диаметр брюшной аорты у мужчин составляет около 27 мм на уровне диафрагмы, и постепенно сужается до 21 мм на уровне подвздошной бифуркации. У женщин диаметр аорты меньше, чем у мужчин, на 3—5 мм. Диаметр аорты увеличивается с возрастом . Скорость расширения аорты составляет около 0,9 мм для мужчин и 0,7 мм для женщин в течение каждого десятилетия жизни.
Брюшная аорта делится на 2 сегмента: 
1. Надпочечный брюшной, или парависцеральный, или проксимальный сегмент — ниже диафрагмы, но выше почечных артерий;
2. Инфраренальный, или дистальный сегмент — ниже почечных артерий и выше общих подвздошных артерий.

Брюшная аорта расположена немного левее средней линии тела. Она прикрыта спереди малым сальником и желудком, за которыми находятся ветви чревной артерии и чревного сплетения. Ниже, рядом с селезеночной веной, находятся поджелудочная железа, левая почечная вена, нижняя часть двенадцатиперстной кишки, брыжейка и аортальное сплетение.
Сзади она отделена от поясничных позвонков и межпозвонковых фиброзных хрящей передней продольной связкой и левыми поясничными венами.
С правой стороны брюшная аорта находится в связи с непарной веной, цистерной хили, грудным протоком и правой ножкой диафрагмы — последняя отделяет её от верхней части нижней полой вены и от правого чревного ганглия. Нижняя полая вена контактирует с аортой ниже.
Слева находятся левая ножка диафрагмы, левый чревный узел, восходящая часть двенадцатиперстной кишки и некоторые спирали тонкой кишки.

### Связь с нижней полой веной
Венозный аналог брюшной аорты, нижняя полая вена (НПВ), проходит параллельно ей с правой стороны.
Выше уровня пупка аорта находится несколько позади НПВ.
Ниже уровня пупка ситуация обычно обратная.

## Ветви
Брюшная аорта снабжает кровью большую часть брюшной полости. Она начинается в точке T12 и заканчивается в точке L4 разветвлением на общие подвздошные артерии.
Имеет следующие ветви:
| Ветви                   | Позвонок      | Тип          | Парность  | Описание |
| Нижняя диафрагмальная   | T12           | Пристеночная | парная    | Отделяется ниже диафрагмы, выше чревного ствола. Проходит вверх и внутрь к надпочечниковой железе и пересекает ножку диафрагмы соответствующей стороны. Кровоснабжает диафрагму. Переходит в верхние надпочечниковые артерии. |
| Чревный ствол           | T12           | Висцеральная | не парная | делится на левую желудочную артерию, общую печёночую артерию и селезёночую артерию. |
| Верхняя брыжеечная      | L1            | Висцеральная | не парная | Переходит в брыжейку тонкой и поперечной ободочной кишки. |
| Средняя надпочечниковая | L1            | Висцеральная | парная    | Снабжает кровью надпочечниковую железу. |
| Почечная                | между L1 и L2 | Висцеральная | парная    | Отделяется чуть ниже верхней брыжеечной артерии. Правая почечная артерия проходит за нижней полой веной к правой почке; перед почкой делится на ветви. Левая почечная артерия проходит за левой почечной веной. Делится на воротах почки. Обе артерии разветвляются на нижние надпочечные артерии и ветви мочеточника.                                                                   |
| Гонадная                | L2            | Висцеральная | парная    | Яичниковая артерия у женщин. Яичковая артерия у мужчин. |
| Поясничная              | L1-L4         | Пристеночная | парная    | По четыре с каждой стороны, снабжающих кровью брюшную стенку и спинной мозг. Пятая пара — поясничные ветви подвздошно-поясничных артерий. Они проходят глубоко со стороны позвонков и через поясничную и квадратную мышцу входят в пространство между внутренней косой и поперечной мышцами живота. Из каждой артерии идёт небольшая спинная ветвь, которая снабжает кровью мышцы спины. |
| Нижняя брыжеечная       | L3            | Висцеральная | не парная | Большая артериальная ветвь |
| Серединная крестцовая   | L4            | Пристеночная | не парная | Артерия, отходящая от середины аорты в ее нижней части. Представляет собой развитие примитивной дорсальной аорты, довольно большой у животных с хвостом, но маленькой у человека |
| Общая подвздошная       | L4            | Терминальная | парная    | Ветви (разветвления) для кровоснабжения нижних конечностей и таза заканчивают брюшную аорту |

## Гемодинамика
Брюшная аорта обеспечивает движение крови на периферию в течение сердечного цикла, при этом её диаметр расширяется в систолу и сокращается в диастолу. Это отражается в изменениях пульсации, наблюдаемых на диаграмме волны в течение сердечного цикла. Формы волны, полученные в парависцеральном сегменте БА отличаются от полученных в инфраренальном сегменте. , Форма волны парависцерального сегмента имеет большую длительность во время диастолы
Это обусловлено наличием нескольких крупных ветвей брюшной аорты, кровоснабжающих печень, селезенку и почки. Эти органы имеют кровоток с низким сопротивлением  и требуют для своего функционирования непрерывного тока крови в течение всей систолы и диастолы. Ниже почечных артерий форма сигнала брюшной аорты схожа с формой сигнала у периферических артерий, (трехфазный сигнал с минимальным диастолическим потоком и более заметным изменением направления потока в начале диастолы). Средняя систолическая пиковая скорость (СПС) в брюшной аорте в возрасте 12 лет составляет 110 см/с.  С увеличением возраста СПС уменьшается, варьируя в пределах от 70 до 100 см/с.

## Заболевания
Аневризма, расслоение.